# Simulium almae
Simulium almae är en tvåvingeart som beskrevs av Yankovsky och Koshkimbaev 1988. Simulium almae ingår i släktet Simulium och familjen knott.
Artens utbredningsområde är Kazakstan. Inga underarter finns listade i Catalogue of Life.